# Японски жерав
Японски жерав (Grus japonensis) е вид птица от семейство Жеравови (Gruidae). Видът е застрашен от изчезване.

## Разпространение и местообитание
Разпространен е в Китай, Монголия, Русия, Северна Корея, Южна Корея и Япония.